# アミグダリン β-グルコシダーゼ
アミグダリン β-グルコシダーゼ(Amygdalin beta-glucosidase、EC 3.2.1.117)は、以下の化学反応を触媒する酵素である。
(R)-アミグダリン + 水{\displaystyle \rightleftharpoons }(R)-プルナシン + D-グルコース
従って、この酵素の基質は(R)-アミグダリンと水の2つ、生成物は(R)-プルナシンとD-グルコースの2つである。
この酵素は加水分解酵素、特にO-及びS-グリコシル化合物加水分解酵素に分類される。系統名は、アミグダリン β-D-グルコヒドロラーゼ(amygdalin beta-D-glucohydrolase)である。その他、amygdalase、amygdalinase、amygdalin hydrolase、amygdalin glucosidase等とも呼ばれる。